# Dragan Kosić

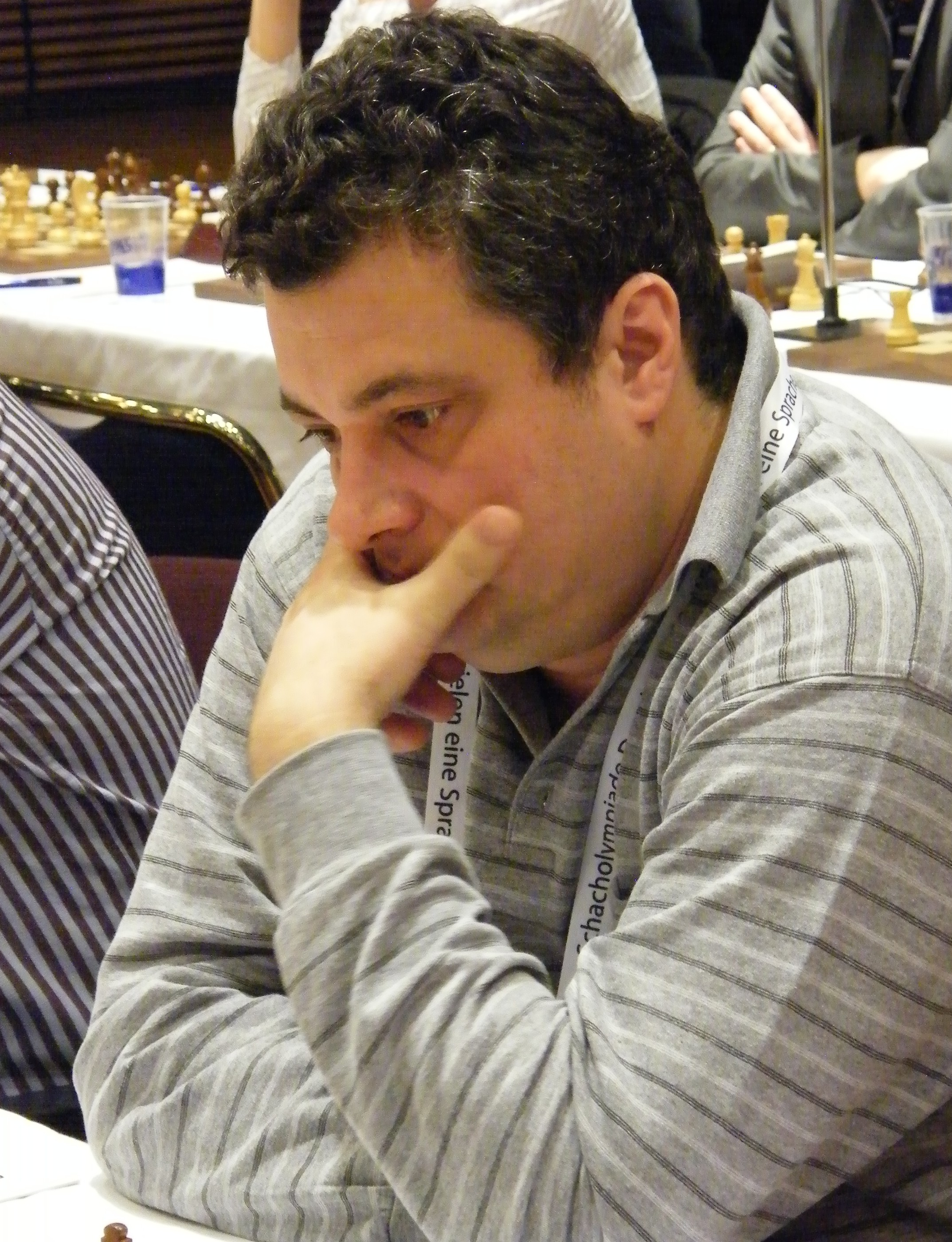
Dragan Kosić in 2008

Dragan Kosić (Servisch: Драган Косић) (Montenegro, 15 februari 1970) is een schaker uit Servië. Hij is een grootmeester. Vroeger speelde hij voor Joegoslavië.
- Van 2 t/m 15 april 2005 speelde hij mee in het toernooi om het kampioenschap van Servië-Montenegro en eindigde daar met 6½ punt uit 13 ronden op de zevende plaats.